# Abel San Martín Campos

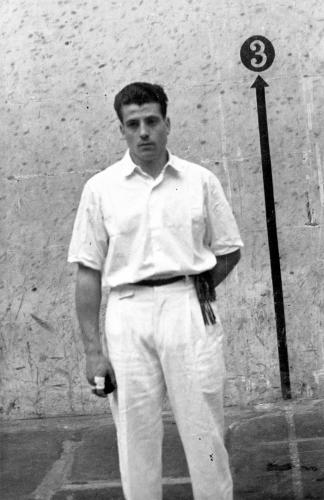
Barberito I, el 1960

Abel San Martín Marcos (Baños de Río Tobía (La Rioja), 11 de setembre de 1927 - 1980), més conegut com a Barberito I, va ser un jugador de pilota basca a mà. El malnom li ve de la professió de son pare.
Va debutar el 1951, després d'haver guanyat dos campionats espanyols (per parelles i en mà a mà) com a aficionat el 1947. Es va retirar el 1972.
Avui en dia, el frontó del seu poble duu el seu nom, i la Federació Riojana de Pilota organitza un torneig amb el seu nom.

## Palmarés
- Campió del Manomanista: 1953
- Subcampió del Manomanista: 1954